# 蒙县 (楚国)
蒙縣，是中國战国时代开始设置的縣，在今河南省商丘市境。
治所在今商丘市城北18公里老蒙牆寺。故蒙城，戰國時楚国置县。西汉时屬梁國，新朝曰蒙恩，東漢復稱蒙縣，三國、晉仍。南朝宋為譙郡治，齊屬梁郡，梁為蒙郡治。北朝魏曰北蒙縣。隋開皇初省入睢陽縣。春秋宋南宮長萬弒閔公予蒙澤。西晋永嘉五年（311年），苟晞奉豫章王端為皇太子，自倉垣徙屯蒙城，置行台。北魏永安初（529年），梁將陳慶之送北海王元顥北還，自銍城進拔蒙城，遂至梁國。均在此。